# Наступ в Центральній Лівії (2020)
Наступ на Центральну Лівію (англ. Central Libya offensive), офіційно відомий як «Операція Шляхи до Перемоги» (англ. Operation Paths to Victory) — військовий наступ в Лівії, розпочатий силами уряду Національної угоди, задля визволення міста Сирт та аеробази «Аль Юфра» від палати представників Лівії, підтриманої лівійською національною Армією. Місто Сирт вважається стратегічно важливим через його близьке розташування до нафтових споруд, які дають йому контроль над нафтовими та газовими портами Лівії. Авіабаза «Аль Юфра» є стратегічно важливою для GNA, завдяки її розташуванню біля Феццан.
Кампанія розпочалася 6 червня 2020 року, через два дні після завершення кампанії в Західній Лівії у 2019—2020 роках — невдала спроба Лівійської національної армії захопити Триполі.

## Передумови
Громадянська війна триває в Лівії з 2014 року, а після 2016 року країна була розділена між Палатою представників, заснованою в Тобруці на сході, та урядом Національної угоди в Триполі та західній Лівії. Лівійська національна армія фельдмаршала Халіфа Хафтара надала військову підтримку Палаті представників. Обидва уряди-суперники претендують на легітимізацію своєї влади в Лівії.
Уряд Національної згоди визнано міжнародною Радою Безпеки ООН як уряд Лівії, хоча й палата представників отримує підтримку декількох країн, включаючи Росію, Об'єднані Арабські Емірати та Францію. До 2019 року Лівійська національна армія контролювала більшу половину Лівії, тоді як Уряд Національної згоди в основному контролював Триполі та декілька районів.
У квітні 2019 року сили Хафтара розпочали операцію з взяття під контроль столиці Триполі, вибиттю Уряду Національної згоди та об'єднання всієї Лівії. Після чотирнадцяти місяців бойових дій УНЗ тримала Триполі і витіснила східні сили з міста до 4 червня 2020 року. Після цього військові УНЗ розпочали контрнаступ проти сил Хафтара. Місто Сирт та розташована поблизу аеробаза Аль Юфра вважаються важливими для контролю над нафтовими портами Лівії вздовж Середземного моря, а в аеробазі розміщені винищувачі МіГ-29 та бомбардувальники Су-24, надані Росією військам Хафтара. Оперативний штаб «Сірте-Джуфра» був створений УНЗ для нагляду за операціями Лівійської армії в цьому районі, командуючим бригадним генералом Ібрагімом Байтом аль-Малом.

## Хронологія кампанії
5 червня
УНЗ відвоювала більшу частину території на північному заході Лівії, яку захопила ЛНА під час наступу на Триполі в 2019 році.
6 червня
Сили УНЗ розпочали операцію, для захоплення Сирту, який утримувала ЛНА.
7 червня
Сили УНЗ вступають в Сирт. Однак контратака ЛНА із застосуванням безпілотників, літаків та артилерії відкинула їх назад, завдавши втрат ВПС УНЗ та сирійським повстанцям. За даними лівійських та болгарських джерел, авіаудар, виконаний з невідомого літального апарата, можливо, Міг-29, знищив турецький військовий конвой та завдав важких жертв (включаючи турецьких військовослужбовців та сирійських повстанців) зупинив просування УНЗ.
8 червня
УНЗ заявили, що вони взяли під контроль два райони біля околиць Сирту.
9 червня
УНЗ відхилила пропозицію про припинення вогню, запропоновану Єгиптом.
11 червня
ЛНА змогла уповільнити просування УНЗ в бік Сирту, використовуючи повітряні сили.
22 червня
Винищувачі F-16C / D ВПС Єгипту летять разом з Airbus A330-243MRTT-танкерами ВВС ОАЕ увійшли в повітряний простір Лівії. Можливо, вони наносили удари по силам ПНР в Місураті спільно з винищувачами російського виробництва Лівійської національної армії Су-24М. Раніше президент Єгипту Абдул Фаттах ас-Сісі заявив, що країна може вторгнутися до Лівії на законних підставах, і закликав єгипетську армію бути повністю боєздатною. Він зазначив, що Єгипет отримав прямі погрози від «найманців-терористів і ополченців», тому будь-яке військове втручання Каїра буде законним.
25 червня
О 2 або 5 годині вечора сили Сараджа за підтримки Туреччини завдали удару по базі ВПС Джуфра (Аль-Джуфра), де розміщувалися військові літаки. Повідомляється, що деякі з літаків були знищені. Потім о 18:46 сталася атака з дронів.
4 липня
Неіндифіковані бойові літаки наблизилися до бази «Аль-Ватія». Авіаудари знищили військову техніку Уряду Національної згоди, яку їм надала Туреччина; в тому числі, ЗРК MIM-23 Hawk та антирадар KORAL, що розміщувався на базібазі.
13 липня
Туреччина попередила Хафтара, якщо вони не припинять, то Туреччина буде використовувати проти нього військові дії. Тим часом Єгипет бере участь у переговорах з Грецією щодо Лівії задля підтримки Лівійської національної армії.

## Міжнародна реакція
21 червня президент Єгипту Абдель Фаттах Ас-Сісі заявив, що Сирт та Джуфра є «червоною лінією» для Єгипту, і що Єгипет буде військово втручатися, якщо Уряд Національної згоди та його союзники з Туреччини захоплять території Лівійської національної армії. Представник уряду Туреччини заявив, що будь-яке припинення вогню вимагає також виведення Лівійської національної армії з Сирту. Саудівська Аравія та Йорданія також виявила свою підтримку позиції Єгипту .
Уряд Національної згоди засудив заяву президента Єгипту, заявивши, що це «ворожий вчинок і пряме втручання та що це означає оголошення війни». Агіла Салех Ісса, спікер палати представників Лівії, підтримав заяву Сісі та Єгипту про допомогу в боротьбі з Урядом Національної згоди. Ісса заявив єгипетським ЗМІ: «Лівійський народ офіційно просить Єгипет втрутитися у військовий конфлікт, якщо цього потребують необхідність підтримки національної безпеки Лівії та національної безпеки Єгипту».
Прем'єр-міністр УНЗ Фаїз аль-Сарадж наклав вето на пропозицію Єгипту провести зустріч Ліги арабських країн, щоб обговорити ситуацію в Лівії. Президент Сісі оглянув війська на західному кордоні Єгипту з Лівією і оголосив, що єгипетська армія готова втрутитися.
22 червня президент Франції Емманюель Макрон засудив роль Туреччини у підтримці УНЗ, назвавши це «небезпечною грою». Того ж дня з'явилася новина про те, що сирійські ополченці будуть відправлені до Лівії для боротьби з силами Лівійської національної армії. Також того ж дня командування Сполучених Штатів в Африці, а саме генерал Стівен Дж. Таунсенд та посол США в Лівії Річард Норланд зустрілися з Фаїзом аль-Сараджом та його делегацією в Зуарі поблизу туніського кордону. 24 червня міністр закордонних справ Італії Луїджі Ді Майо зустрівся з Фаїзом аль-Сараджом у Триполі, щоб «підкреслити необхідність відновлення політичного процесу та припинення іноземного втручання».